# Richard von Kühlmann
Richard von Kühlmann (* 3. Mai 1873 in Konstantinopel; † 6. Februar 1948 in Ohlstadt, Oberbayern) war ein deutscher Diplomat und Industrieller. Bedeutend war er vor allem als Staatssekretär des Auswärtigen Amtes im Kaiserreich während des Ersten Weltkrieges (August 1917 bis Juli 1918) sowie als Verhandlungsführer der deutschen Delegation bei den Verhandlungen zum Friedensvertrag von Brest-Litowsk, die den Krieg zwischen Deutschland und Sowjetrussland im März 1918 beendeten.

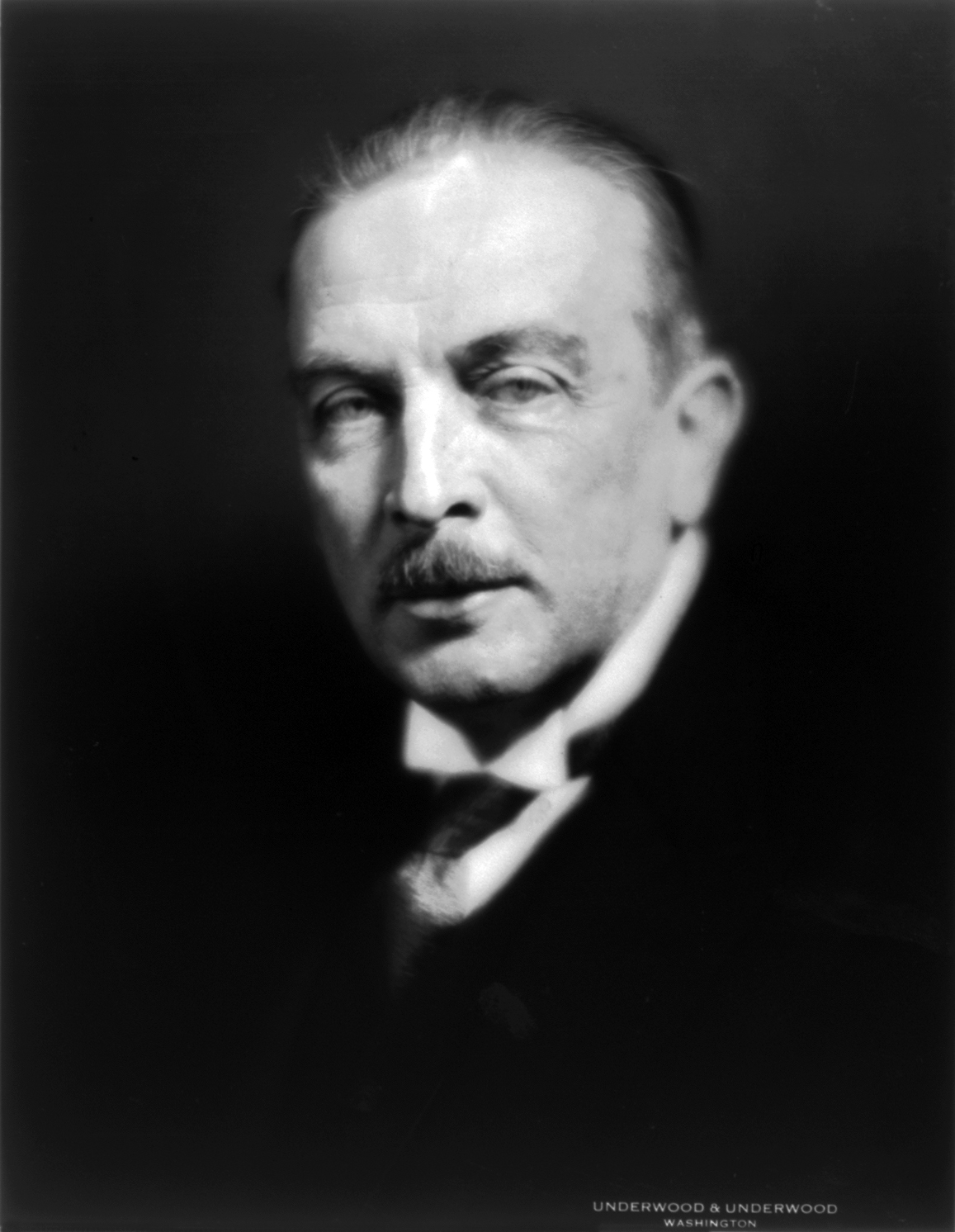
Richard von Kühlmann (1932)

## Leben

### Herkunft
Richard von Kühlmann entstammte einer fränkischen Familie. Sein Vater Otto von Kühlmann (1834–1915) war Advokat, Mitglied der Bayerischen Kammer der Abgeordneten, später Leiter der Betriebsgesellschaft der Chemins de fer Orientaux im europäischen Teil des Osmanischen Reiches und Generaldirektor der Chemin de fer Ottoman d’Anatolie. Seine Mutter war Anna, geborene Freiin von Redwitz-Schmölz (1852–1924), Tochter des Dichters Oskar Freiherr von Redwitz und dessen Ehefrau Mathilde, geborene Hoscher. Seine Schwester Gitta war verheiratet mit dem Schriftsteller und Mäzen Alfred Walter von Heymel.
Den erblichen Adelsstand der Familie Kühlmann hatte der Vater begründet, als er am 15. Juni 1892 nobilitiert wurde.
Richard verbrachte seine frühen Kindheitsjahre in Konstantinopel. Dort besuchte er eine deutsche Schule. Positiv empfand er in seinen Erinnerungen die Strenge des Vaters, vor allem bezüglich der frühen Ausbildung seiner Sprachfertigkeiten im Englischen und Französischen. Bei seinen frühen Reisen nach Deutschland wurde er von den historischen Erzählungen seines Großvaters Oskar von Redwitz beeinflusst. Richard von Kühlmann studierte Rechtswissenschaften an der Universität Leipzig, der Friedrich-Wilhelm-Universität Berlin und der Ludwig-Maximilians-Universität München.

### Diplomatische Laufbahn (1899–1914)
Nach der Promotion zum Dr. jur. im Jahr 1896, Militärdienst bei den Bamberger Ulanen und dem 2. Staatsexamen im Jahr 1899 trat Kühlmann noch 1899 in den diplomatischen Dienst ein. Er wurde zunächst als Legationssekretär an der deutschen Botschaft in Sankt Petersburg verwendet und kam später an die deutsche Gesandtschaft in Teheran, wo er bereits frühzeitig die damals erfolgende allmähliche Annäherung Großbritanniens an Russland erkannte.
Zur Zeit der Ersten Marokkokrise 1905 war Kühlmann an der Gesandtschaft in Tanger beschäftigt. Öffentliches Aufsehen erregte er als Begleiter von Kaiser Wilhelm II. während seines Landganges in Tanger, der von Frankreich – das Marokko als sein Einflussgebiet ansah – als Provokation aufgefasst wurde. Daher weitete sich die kaiserliche Aktion zu einer internationalen Affäre aus.
1906 wurde Kühlmann Gesandtschaftsrat in Den Haag und 1908 als Botschaftsrat an die deutsche Botschaft in London versetzt, wo er bis zum Ausbruch des Ersten Weltkrieges 1914 tätig blieb. Ähnlich den Botschaftern von Metternich und von Lichnowsky plädierte er zu dieser Zeit für einen deutsch-englischen Ausgleich. Dieser sollte nach Kühlmanns Auffassung ohne das Druckmittel der Flottenrüstung herbeigeführt werden. Ende 1913 verhandelte Kühlmann im Auftrag der Reichsregierung mit Vertretern des britischen Außen- und Kolonialministeriums über eine zukünftige Aufteilung der portugiesischen und belgischen Kolonien in Mittelafrika. Das von ihm ausgehandelte Abkommen fand die Zustimmung der Berliner Regierung und wurde im Oktober 1913 vom Staatssekretär des Reichskolonialamtes Wilhelm Solf unterzeichnet. Inhaltlich verständigten die beiden Vertragsparteien sich darauf, dass Deutschland in Zukunft Anspruch auf Angola, außer dem Grenzgebiet zu Nordrhodesien, sowie auf São Tomé und Príncipe haben, während England das südliche Mosambik erhalten sollte.

### Erster Weltkrieg

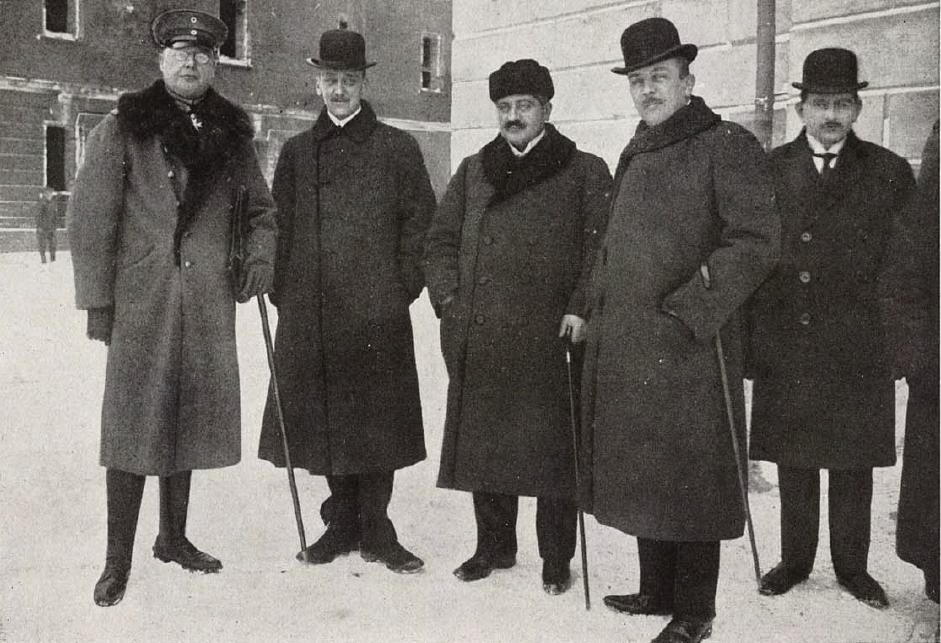
Richard von Kühlmann (vorne rechts) mit dem deutschen General Max Hoffmann, dem k.u.k. Minister des Äußeren Ottokar Czernin, dem Innenminister des Osmanischen Reiches Talât Pascha (v. l. n. r.) in Brest-Litowsk.

Kühlmann, der bereits in London einflussreicher als die deutschen Botschafter galt, wurde nach Beginn des Krieges zu Sondermissionen in Schweden und dem Osmanischen Reich eingesetzt. Im April 1915 wurde er als Gesandter in Den Haag erstmals mit der Leitung einer deutschen Auslandsvertretung betraut. Der Posten in den neutralen Niederlanden galt als einer der wichtigsten, da das Land als „Luftröhre“ für die Versorgung Deutschlands essentiell war. Daneben waren die Niederlande ein wichtiger Schauplatz der propagandistischen Auseinandersetzung mit der Entente. Die Einleitung einer aktiven Kulturpolitik und Propaganda unter Kühlmann gilt als ein wichtiger Faktor für die Stabilisierung der nach dem Einmarsch in Belgien angeschlagenen deutsch-niederländischen Beziehungen.
Im Oktober 1916 wurde Kühlmann als Botschafter in Konstantinopel eingesetzt. Es gelang ihm, dort dem Bildhauer Georg Kolbe einen Arbeitsaufenthalt zu ermöglichen. 
Vom 5. August 1917 bis 9. Juli 1918 amtierte Kühlmann als Staatssekretär des Auswärtigen Amtes (entspricht im heutigen Sprachgebrauch dem Außenminister). In dieser Funktion setzte er sich für eine deutsche Subventionierung der Prawda ein, dem Parteiblatt der Bolschewiki, die nach der Februarrevolution für ein sofortiges Ausscheiden Russlands aus dem Krieg eintraten. Als dieses Ziel nach der Oktoberrevolution erreicht war, verhandelte er für die zivile Reichsleitung den „Brotfrieden“ mit der Ukraine und den Friedensvertrag von Brest-Litowsk mit Sowjetrussland. Dabei trat er gegenüber der Dritten Obersten Heeresleitung mäßigend auf, ohne den gewünschten Erfolg zu erzielen.
Kühlmann lehnte Erich Ludendorffs Forderungen nach staatlicher Anerkennung Livlands, Estlands und Georgiens und der Verschiebung der Ostgrenze ab – diese widersprachen dem Friedensvertrag mit Sowjetrussland –, konnte sich mit seinem Argument, die Großmacht Russland werde immer ein Expansionsbedürfnis nach den Ostseeprovinzen entwickeln, aber nicht durchsetzen.
In diesem Sinne äußerte er am 9. März 1918 gegenüber Reichskanzler Georg von Hertling: „Eine vollkommene Abschnürung Russlands von der Ostsee, und die dauernde Bedrohung seiner Hauptstadt aus nächster Nähe sind ein Zustand, der mit absoluter Sicherheit einen dauernden deutsch-russischen Gegensatz schaffen und zu einem zukünftigen Krieg führen muss.“
Die ehrgeizigen Expansionspläne der deutschen Generalität im Osten sah Kühlmann mit Skepsis: „Je schlechter es ihnen im Westen geht, um so toller treiben sie es im Osten.“
Die Ausführung des Brest-Litowsker Vertrages war durch erbitterte Auseinandersetzungen zwischen Kühlmann auf der einen Seite und der OHL – und dort insbesondere Erich Ludendorff – auf der anderen Seite geprägt. Kühlmanns „Ostkonzeption“ lautete: Kein Engagement im Osten, sondern möglichst Konzentration aller Kräfte im Westen, mit Rücksicht auf die Beziehungen mit Österreich-Ungarn, die öffentliche Meinung in Deutschland und die entscheidende Westoffensive. Dieser Auffassung verpflichtet, wehrte er sich im Februar gegen die von Ludendorff angesetzte Wiederaufnahme der Feindseligkeiten mit Russland. Da Russland in Kühlmanns Augen keine militärische Bedrohung darstellte, wandte er sich gegen die Idee der OHL und Kaiser Wilhelms, den Bolschewismus durch einen Marsch auf Sankt Petersburg zu beseitigen. Sein Hauptargument war dabei, dass es gerade dem Bolschewismus zu verdanken sei, dass Russland sich in einem für Deutschland günstigen Zustand der Schwäche und militärischer Ohnmacht befinde. Außerdem, so Kühlmann, gewährleiste die Herrschaft der Bolschewiki, neben der inneren Zersplitterung, auch die weitere Bündnisunfähigkeit Russlands. Diese Einschätzung führte Kühlmann zu dem Urteil, dass die Westmächte ein um das Potential Russlands verstärktes Deutschland niemals hinnehmen könnten, sondern im Gegenteil durch eine deutsche Politik der Expansion und Annexion im Osten dazu veranlasst würden, den Krieg „à outrance“ weiterzuführen. Dass sich schließlich die Wilhelmstraße in ihrer Ablehnung einer Intervention ins revolutionäre Russland gegen die OHL durchsetzen konnte, lag jedoch weniger daran, dass man sich von Kühlmanns Argumenten überzeugen ließ, als vielmehr daran, dass man aufgrund der Kämpfe an der Westfront keine Truppen mehr für eine solche Aktion zur Verfügung hatte.
Im Sommer 1918 versuchte Kühlmann, Befürworter eines Ausgleichsfriedens, geheime Verhandlungen mit Sir William Tyrrell in den Niederlanden in die Wege zu leiten, um dem in seinen Augen nicht mehr zu gewinnenden Krieg ein erträgliches Ende zu bereiten. Kaiser Wilhelm II., der dem Ansatz zunächst mit Wohlwollen begegnet war, verwarf diesen jedoch schließlich unter dem Druck der Obersten Heeresleitung. Nach einer Rede im Reichstag im Juni 1918, in der Kühlmann vorsichtig an einem ausschließlich militärischen Sieg zweifelte und einen Ausgleich mit Großbritannien auf dem Verhandlungswege andeutete, erzwang die Oberste Heeresleitung seinen Rücktritt.

### Ruhestand und Zweiter Weltkrieg

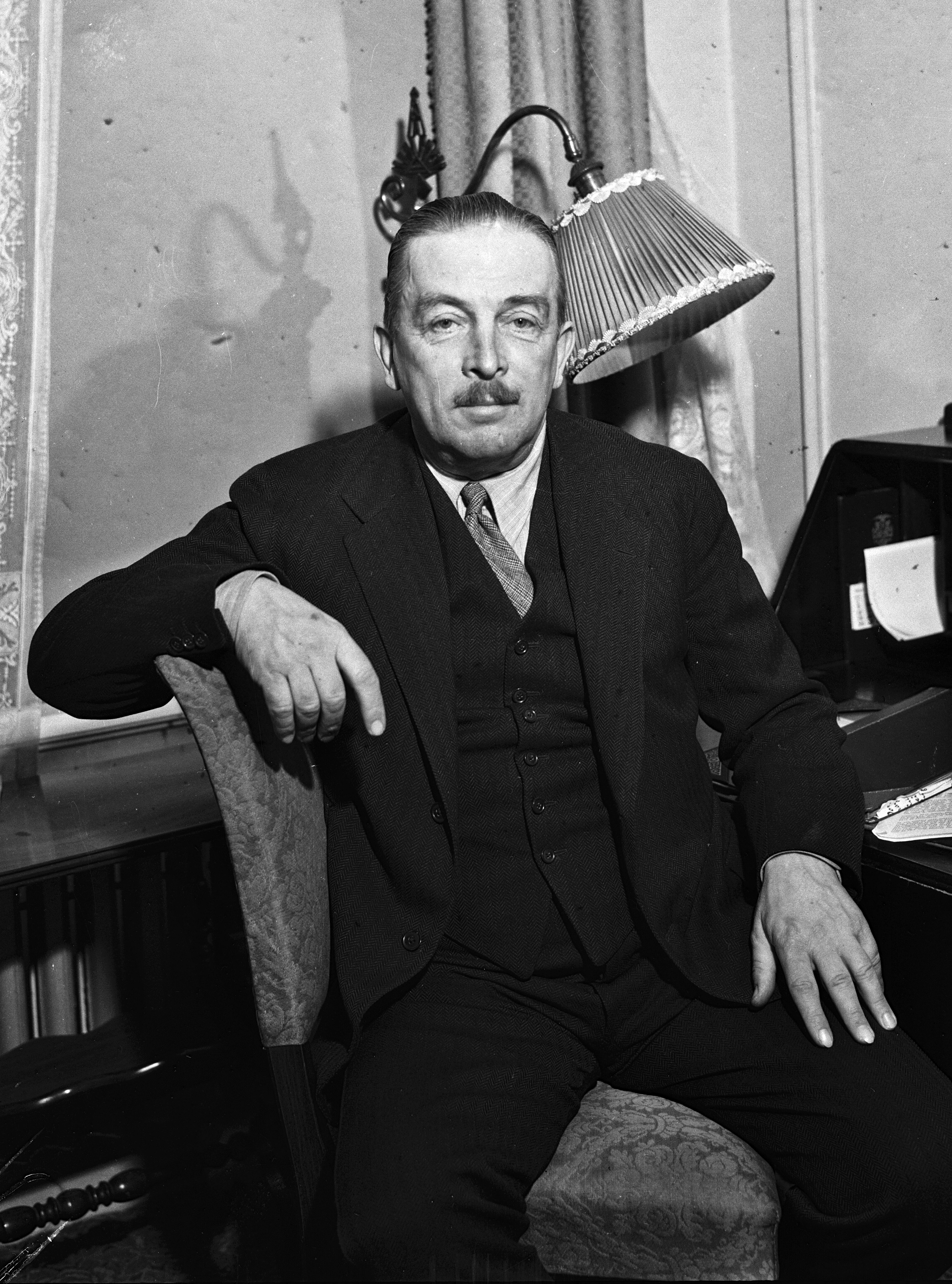
Richard von Kühlmann (1933)

Nach dem Ersten Weltkrieg zog sich Kühlmann aus dem diplomatischen Dienst zurück, schrieb Bücher und war Gutsverwalter in Ohlstadt. Darüber hinaus gehörte er, als Eigentümervertreter für die Familie Stumm, mehreren Aufsichtsräten in der Stahlindustrie an.
1928 übernahm Kühlmann den Vorsitz über den Deutschen Kulturbund.
Erst ab 1932 schrieb Kühlmann eine erste Fassung seiner Memoiren, die er in der Zeit des Nationalsozialismus nicht veröffentlichte. Frühestens ab 1939/40 arbeitete er intensiv an seinen 1948 im Druck erschienenen Erinnerungen. Sein Privatarchiv verbrannte bei einem Bombenangriff auf Berlin im November 1943. Von seiner Kunstsammlung hatte er nur wenige Teile außerhalb Berlins in Sicherheit bringen können. Kühlmann beendete das Manuskript im September 1944. Im Zusammenhang mit dem Attentat vom 20. Juli 1944 auf Adolf Hitler wurde er – wie viele Funktionsträger aus dem Kaiserreich und der Weimarer Republik – im Oktober 1944 verhaftet und blieb bis Februar 1945 in Berlin-Moabit in Haft, die GeStaPo beschlagnahmte die übrig gebliebenen Dokumente. Erst im Sommer 1947 übergab er das Manuskript dem Verleger. Das Erscheinen erlebte er nicht mehr, er starb noch vor dem Vorliegen der ersten Korrekturen.
Während des Zweiten Weltkriegs stand Kühlmann in freundschaftlichem Kontakt mit Hans Frank, dem Generalgouverneur im besetzten Polen. Wie aus Briefen an die Familie Albert von Schirndings hervorgeht, folgte Kühlmann noch im Juni 1944 einer Jagdeinladung von „unserem bayerischen Landsmann Dr. Frank“ auf dessen Privatresidenz in Kressendorf. Dort habe Kühlmann eine „herzerfreuende Aufführung Strauss'scher Werke“ gehört und „diese köstliche Zeit restlos genossen“.

### Familie
Kühlmann heiratete in erster Ehe am 25. Januar 1906 Margarete Freiin von Stumm (1884–1917), Tochter des Teilhabers des Stahlkonzerns Gebrüder Stumm Hugo Rudolf  Freiherr von Stumm-Ramholz und dessen Ehefrau Ludovica, geborene von Rauch. Aus dieser Ehe ging unter anderem der spätere FDP- bzw. CDU-Politiker Knut Freiherr von Kühlmann-Stumm (1916–1977) hervor.
Nach dem Tod seiner ersten Ehefrau im Juni 1917 heiratete Kühlmann am 4. März 1920 Marie-Anne von Friedlaender-Fuld, die Tochter des Großindustriellen Fritz von Friedlaender-Fuld (1858–1917) und der Milly Fuld, Briefpartnerin des Dichters Rainer Maria Rilke (1875–1926). Diese Ehe wurde am 13. April 1923 in München geschieden.
Richard von Kühlmann hat seine letzte Ruhestätte im Kühlmann-Stummschen Erbbegräbnis in Ramholz gefunden.

### Porträts
Ein Porträtgemälde von Kühlmanns erster Ehefrau Margarete von Kühlmann-Stumm fertigte 1913 der in Frankreich lebende belgische Maler Théo van Rysselberghe, eine Porträtbronze 1915 der Bildhauer Georg Kolbe. 1917/18 schuf Georg Kolbe auch ein bronzenes Porträt Richard von Kühlmanns.
Der Literaturwissenschaftler Wolfgang Schadewaldt porträtierte Kühlmann folgendermaßen:

„Richard von Kühlmann war stets ein geistig aufgeschlossener Kopf, vielseitig interessiert, ein gediegener Literaturkenner und gescheiter Kunstfreund […] Seine gesellschaftliche Gewandtheit, seine Unterhaltungsgabe traten nicht nur im Verkehr mit diplomatischen und höfischen Kreisen in den Vordergrund, sondern sie haben ihm auch sonst stets Sympathie und Freundschaft erworben. Die politische Gesprächsführung war die stärkste Seite seines Wesens: er sucht die offene Aussprache […] Es fehlte ihm die große politische Leidenschaft, die sich um jeden Preis durchzusetzen strebt und damit zum Ziele kommt. Er sieht das Notwendige, sucht es durchzusetzen, über den Willen der entscheidenden Faktoren hinweg, aber er tritt zur Seite, wenn sie ihm nicht folgen. Er fühlt sich nicht als Kämpfer […]“

## Schriften (Auswahl)
- Anonym (gemeinsam mit dem Journalisten Hans Plehn): Deutsche Weltpolitik und kein Krieg! Puttkammer & Mühlbrecht, Berlin 1913.
- Gedanken über Deutschland. Paul List, Leipzig 1931.
- Die Diplomaten. Reimar Hobbing, Berlin 1939.
- Erinnerungen. Lambert Schneider, Heidelberg 1948.
- Richard von Kühlmann. Memoiren und politische Korrespondenz 1904-1918. Hrsg./Bearb.: Markus Bußmann, Winfried Baumgart, In: Deutsche Geschichtsquellen des 19. und 20. Jahrhunderts. Band 81; Duncker & Humblot, Berlin 2024, 803 S. ISBN 978-3-428-19205-2.